# José García Nieto
José García Nieto (Oviedo, 6 de juliol de 1914 – f. Madrid; 27 de febrer de 2001), va ser un poeta i escriptor espanyol, guanyador del Premi Cervantes i membre, al costat de Gabriel Celaya, Blas de Otero i José Hierro, de la generació poètica de la postguerra espanyola.

## Biografia
Fill de José García Lueso i María de l'Encarnación Nieto Fernández. El pare, que tenia la carrera de dret, es va dedicar al periodisme. Perd al seu pare a l'edat de 9 anys i viu amb la seva mare a Saragossa, Toledo i Madrid, on estudia el batxillerat i comença a escriure versos. En començar la Guerra Civil espanyola (1936-1939), ocupa el càrrec de secretari de l'Ajuntament de Chamartín de la Rosa (que després seria absorbit per l'Ajuntament de Madrid), és mobilitzat i en acabar la guerra torna a l'Ajuntament. Va començar estudis de Ciència Exactes, que va abandonar per dedicar-se al periodisme a Madrid. A Madrid s'instal·la el 1929 i hi va contactar amb el cercle literari del Cafè Gijón.
Des de llavors es dedica a la literatura, especialment a la poesia, al teatre, incloent-hi l'adaptació de clàssics espanyols, i al guió cinematogràfic. Ha estat guardonat en nombroses ocasions, entre elles el 1950 amb el Premi Adonais de poesia per Dama de soledad, el Premi Fastenrath de la Reial Acadèmia Espanyola per Geografia es amor el 1955 i el Premio Nacional de Literatura en dues ocasions, 1951 i 1957. El 1980 obté el Premi Mariano de Cavia de periodisme i poc més tard, el 28 de gener de 1982, és escollitt acadèmic de la Reial Acadèmia Espanyola ocupant la butaca "i" que va deixar vacant José María Pemán. Així mateix, obté el 1987 el Premi César González-Ruano de periodisme i el 1996 el Premi Cervantes pel conjunt de la seva obra.

## Obra
- Víspera hacia ti (1940)
- Poesía (1944)
- Versos de un huésped de Luisa Esteban (1944)
- Tú y yo sobre la tierra (1944)
- Retablo de ángel, el hombre y la pastora (1944)
- Del campo y soledad (1946)
- Juego de los doce espejos (1951)
- Tregua (1951). Premi Nacional de Literatura
- La red (1955). Premi Fastenrath
- Geografía es amor (1956). Premi Nacional de Literatura
- El parque pequeño (1959)
- Corpus Christi y seis sonetos (1962)
- Circunstancias de la muerte (1963)
- La hora undécima (1963)
- Memorias y compromisos (1966)
- Hablando solo (1967). Premi Ciutat de Barcelona
- Facultad de volver (1970)
- Taller de arte menor y cincuenta sonetos (1973)
- Súplica por la paz del mundo y otros "collages" (1973). Premi Boscán
- Sonetos y revelaciones de Madrid (1974)
- Los cristales fingidos (1978)
- El arrabal (1980)
- Nuevo elogio de la lengua española (1983)
- Sonetos españoles a Bolívar (1983)
- Donde el mundo no cesa de referir su historia (1983) -prosa-
- Piedra y cielo de Roma (1984)
- Carta a la madre (1988)
- Mar viviente (1989)
- El cuaderno roto (1989) -prosa-